# Ludovic Roy
Pour les articles homonymes, voir Roy.
Ludovic Roy est un footballeur français né le 18 août 1977 à Tours. Il est gardien de but. Il a été international français avec les U15, U16, U17 et U18.

## Biographie
Ludovic Roy est né le 18 août 1977 à Tours, en France. Il commence sa formation de gardien de but au Stade rennais avant de rejoindre La Berrichonne de Châteauroux. Il représente la France dans les catégories de jeunes, des moins de 15 ans jusqu’aux moins de 18 ans.
En 1998, il s’installe en Écosse, où il entame une carrière professionnelle qui s’étendra sur plus d’une décennie. Il évolue notamment au sein de St Mirren FC, St Johnstone FC, Ayr United FC, Livingston FC, Dundee FC, Queen of the South FC, Cowdenbeath FC, Raith Rovers FC et Partick Thistle FC. Il totalise 234 apparitions en championnat écossais. À Cowdenbeath, il endosse également des responsabilités d’entraîneur des gardiens.
En 2008, Roy amorce une nouvelle étape de sa vie en s’installant au Canada. Il y poursuit sa reconversion professionnelle et obtient la citoyenneté canadienne. Il vit aujourd’hui au Québec, dans la région de Trois-Rivières.

## Carrière
- 1995-97 : Stade rennais  France
- 1997-98 : LB Châteauroux rés.  France
- 1998-02 : St Mirren  Écosse
- 2001-02 : St Johnstone  Écosse
- 2002-03 : St Mirren  Écosse
- 2003-05 : Ayr United  Écosse
- 2005-06 : Livingston FC  Écosse
- 2006-09 : Dundee FC  Écosse
- 2009-10 : Queen of the South FC  Écosse
- 2010-11 : Cowdenbeath FC  Écosse
- Juin-Décembre 2011 : Sans club
- Décembre 2011-Janvier 2012 : Raith Rovers Football Club  Écosse

## Palmarès
- Vainqueur du Championnat d'Europe de football des moins de 19 ans 1996